# Plectophanes archeyi
Plectophanes archeyi là một loài nhện trong họ Deinopidae.
Loài này thuộc chi Plectophanes. Plectophanes archeyi được miêu tả năm 1964 bởi Raymond Robert Forster.